# مايك هارمون
مايك هارمون (بالإنجليزية: Mike Harmon)‏ هو سياسي أمريكي، ولد في 16 أكتوبر 1966 في هارودسبورغ في الولايات المتحدة. حزبياً، نشط في الحزب الجمهوري.